# حزب التحرير (أمريكا)
قبل عام 2002 معظم المراقبين الغربيين لم يعتبروا حزب التحرير تهديد كبير -هدفه المتمثل في إسقاط الحكومات ليحل محلها الخليفة الذي سيطبق الشريعة يبدو غير واقعي وغير المحتمل ان يتعالى صداها مع المسلمين في الغرب. بالرغم من أن حزب التحرير تمكن من استغلال الظروف السياسية لكسب موطئ قدم في مناطق معينة، كما هو الحال في آسيا الوسطى، الا انه بشكل عام كان ينظر اليه على انه حزب راكد. لكن خلال السنوات 2002-2007، أحداث العالم المضطرب وتيار الرأي العام المتغير تجاه الولايات المتحدة اعطت حزب التحرير اطارا لدفع جدول أعماله. قبل خمس سنوات، قدر العلماء وجود حزب التحرير في حوالي 40 بلدا. واليوم، ان التقدير قد ارتفع إلى أكثر من 45 بلدا. خلال السنوات 2002-2007، عدة فروع أصبحت كبيرة وقوية بما فيه الكفاية للانتقال من مرحلة الحمل الخفيه إلى المرحلة النشطة بين الجماهير، ومنها أستراليا، بلجيكا، الدانمارك، ماليزيا، فلسطين، باكستان، تركيا وبنغلاديش. وقد تضخمت عضويتها، لتضع على المسار هدفها باقناع الامة الإسلامية في العالم ان قيام الخلافة -ظاهريا من خلال وسائل غير عنيفة- امر ضروري لعكس اتجاه الهبوط للمجتمع الإسلامي إلى الصعود من جديد. عالميا، اعطى حزب التحرير نفسه ثقة وتفاؤلا، ويتنامى وفقا لاستراتيجية وضعها اعضائه المؤسسين في 1953. حزب التحرير-أمريكا يتمتع بنمط مماثل من التقدم.
في ال13 سنة الأولى من تطوره، حزب التحرير-أمريكا كان ينظر اليه على انه صغير جدا وغير فعال لتقديم أي نوع من التهديد الحقيقي (اورانج كاونتي سجل 25 آب، 2005). مؤسسيها -ومعظمهم شبان هاجروا إلى الولايات المتحدة من الشرق الأوسط في أوائل الثمانينات- واجهوا وقتا صعبا للتغلب على الاختلافات الثقافية مع الشباب الامريكى باعتباره الفئة المستهدفة، وكانوا في بعض الأحيان غير قادرين على المنافسة مع غيرهم من المجموعات المتطرفة ---صاحبة المال الوفير والاستراتيجيات الأكثر عدوانيه والإدارة المؤسسة جيدا-. ومع ذلك، مؤسسو حزب التحرير-أمريكا نجحوا في تحقيق ما يكفي من أعضاء خلال أول 10 سنوات لتأمين مستقبل الحزب. حزب التحرير-أمريكا استمر بالتطور مستخدما نفس المنهجية كغيره من الفروع أخرى والآن يظهر علامات الحيوية.

## حزب التحرير في أمريكا: النكسات المؤقتة والنجاح طويل الاجل
كان نمو حزب التحرير-أمريكا بطيء نسبيا بالنسبة لبلدان أخرى؛ ولكن، ما قد يكون بمثابة معوقات نموه في البداية إما تم التغلب عليها أو قد تعتبر الآن اصول.
العقبة الأولى هي عقليه مؤسسيها، الذين اعتادوا على الأوضاع في الشرق الأوسط، حيث حزب التحرير محظور في معظم البلدان. كانوا دائما قلقين من اختراق «الجواسيس» لحلقاتهم واسم «حزب التحرير» ذكر فقط همسا خارج اجتماعاتهم التي اجريت في ساب روزا. هذه الدرجة من السرية تكون عملية عندما تدير حركة سياسية تخريبيه، ولكن هذه السرية تبدو غريبة على الشباب المسلمين قبل احداث11/9 ولذلك اختار الكثيرون عدم مواصلة ارتباطهم بحزب التحرير-أمريكا. لكن بعد أحداث 11/9، حيث يشعر المسلمين بعدم الحرية في التعبير عن المعارضة، أصبحت سرية حزب التحرير-أمريكا امرا مفيدا له تنظيميا. وفي الواقع، حزب التحرير-أمريكا نما دون ملاحظه من الصحافيين والباحثين والمدققين.
وهناك عامل آخر أسهم في بطء نمو حزب التحرير-أمريكا قد يكون رفض المؤسسيين السماح لطلابهم والمنضمين الجدد على التفاعل على شبكة الإنترنت. كانوا قلقين من أن التفاعل الحر على الإنترنت قد يؤثر سلبا على سرية تنامي جهاز الحزب في أمريكا. مرة أخرى، الكثير من مؤيديهم من الشباب الامريكى وجدوا هذه القيود السخيفه واختاروا تجاهل القيود. الروح الرائدة للجيل الجديد جعلت حزب التحرير-أمريكا واحدة من أكثر الجماعات المتطرفة المبتكرة من حيث استخدام وسائط الإعلام الجديدة كوسيله لتسويق فكرتها. بعض من خطط التسويق شملت ازياء الهيب هوب، وعصبات الهيب هوب، واستخدام الشبكات الاجتماعية على الإنترنت، واستخدام شبكات تبادل الفيديو على الإنترنت ومواقع المنتديات والتشات. قدرت الحزب على البقاء خطوة واحدة إلى الأمام من اتجاه منحنى، كفل دوام جهودها، والاساليب المتغيره باستمرار جعل التدقيق فيه من قبل خصومه أكثر صعوبة.
المعارك الصعبة كانت مستمرة طوال مسيرة تنامي حزب التحرير-أمريكا. أحيانا يفوز حزب التحرير-أمريكا بالسيطرة على مسجد، مركز إسلامي بالمجتمع، أو رابطة طلابية، وأحيانا أخرى يحرج بسبب عدم قدرته على المنافسة بضم أعضاء جدد مع منظمات ممولة أفضل ولها تاريخ طويل في الوجود في الولايات المتحدة، مثل الاخوان المسلمين. حزب التحرير منظمة تموليها ذاتي، تنافس فقط بالفكر والحملات الدعائية غير مكلفة.
أول قاعدة لعمليات هلال، هو الجالية الإسلامية في اورانج كاونتي، حيث كانت تعج بالصراع بين الفصائل المتطرفة التي تتنافس للسيطرة على المسجد، ومنها من كان له علاقة بالقاعده (نيو يوركر، 22 يناير).
مجموعة حزب التحرير الصغيرة التابعة لهلال لم تتحالف مع المجموعة التي تتحكم بالمسجد، وعندما حاولوا ضم أعضاء جدد من خلال توزيع مجلة khalifornia، اجبروا على التوقف من مجلس إدارة المسجد (سجل اورانج كاونتي 25 آب، 2005). كان لهلال حظا أفضل في مدينة كوينز، نيويورك، حيث استولى نظرائه على مسجد صغير بعيد عن الشارع الرئيسي كانوا يستخدموه كقاعده لعمليات الحزب، الاجتماعات والمؤتمرات ومكتب تحرير لمجلة حزب التحرير، وهي مجلة أخباريه تسمى الراية.
في ظل استمرار المعوقات في المجتمع الإسلامي من اورانج كاونتي، انتقل هلال إلى البلدة التي تشكل قاعدة لعملياته الحالية، وهي المركز الإسلامي في وادي سان غابرييل. وهناك مؤشرات غير رسمية ان هلال يواصل مساعيه في عطل نهاية الاسبوع لعرض ايديولوجيه حزب التحرير، رغم أنه ينفي أي روابط جارية مع حزب التحرير-أمريكا.
وجود حزب التحرير-أمريكا في الولايات المتحدة لم يقتصر على السواحل الاثنين. بعض أكثر الاعضاء نفوذا لحزب التحرير-أمريكا موجودين في الغرب الأوسط، المتحول إلى الإسلام جليل عبد العادل، وهو حاليا بروفسور علم النفس السريري في جامعة الينوي، شيكاغو. قد يكون عبد العادل أهم أعضاء حزب التحرير-أمريكا المعروفين. لقد تحدث في المؤتمر الرئيسي لحزب التحرير في بريطانيا، وظهر في تموز 2007 في فيديو انتجه أعضاء حزب التحرير-بريطانيا عام 2007 للترويج لمؤتمر الخلافة، مما جعل عبد العادل الممثل الأول لحزب التحرير-أمريكا معروف علنا على هذا النحو.

## مستقبل حزب التحرير-أمريكا
رغم بعض العقبات منذ البداية، حزب التحرير-أمريكا تجاوز العقبات، وجند عدد كافي من الاتباع المخلصين لتوليد زخم لنمو الحزب في الولايات المتحدة. طبقا لاستراتيجية الحزب العالمية، يضم حزب التحرير-أمريكاصحاب شهادات عليا لهم تأثير بين افراد مجتمعاتهم، بمن فيهم الاطباء والمحامون واصحاب المؤسسات، والعلماء والمهندسين واساتذة الجامعات. وبالإضافة إلى ذلك، وجود حزب التحرير-أمريكا على الخط تبين أن اعضاءه قد ازدهروا خارج نيويورك، اورانج كاونتي، شيكاغو وميلووكي.
من المرجح ان يلعب حزب التحرير-أمريكا دورا هاما في الشبكة العالمية لحزب التحرير، نظرا لنجاحه في وسائط الإعلام الجديدة على الساحة والوصول إلى الطلاب الذين يدرسون في الجامعات الاميركية لعدة سنوات قبل عودتهم إلى بلدانهم الأصلية. نفيد بت، الناطق الرسمي المؤثر باسم حزب التحرير-باكستان، انضم لحزب التحرير عندما أقام في الولايات المتحدة.
رغم أنه ليس من المرجح ان يبدأ التحرير-أمريكا العنف فإنها قد يكون بمثابة نقطة الانطلاق في عملية التطرف. وكانت هناك عدة حالات لافراد انضموا لصفوف حزب التحرير ثم انتقلوا إلى تنظيمات عسكرية، كما كان الحال مع قضية تل أبيب الانتحاري عمر الشريف، وأبو عيسى الهندي، الذين تآمروا لمهاجمة عدة اهداف مالية في نيويورك.
ولكن في هذه المرحلة من تنامي الحزب، ولان الولايات المتحدة لا تتمتع بنفس الحارقة الأوضاع الاجتماعية كما هو الحال في أوروبا، حزب التحرير-أمريكا لا يرجح ان يكون عدد كبير من المجندين كما حدث في بلدان أخرى كثيرة. ومع ذلك، طموح حزب التحرير-أمريكا إلى تفاقم التوترات والتشجيع على عدم مشاركة أمريكا في النظم الاجتماعية والسياسية لا ينبغي اهماله. يوفر حزب التحرير للمجتمعات الإسلامية مشاعر الاستياء والتهميش، كما حدث في المملكة المتحدة، والدنمارك وأستراليا. إذا استمر ازدياد الانشقاق بين المسلمين في الولايات المتحدة والحكومة، سضع حزب التحرير-أمريكا نفسه في التدخل لاستغلال التوترات.
المقال مترجم عن مقالة مادلين جرون